# 伍德維爾 (緬因州)
伍德維爾（英語：Woodville）是一個位於美國緬因州佩諾布斯科特縣的鎮。

## 人口
根據2020年美國人口普查的數據，伍德維爾的面積為110.67平方千米，當中陸地面積為110.67平方千米，而水域面積為0.00平方千米。當地共有人口201人，而人口密度為每平方千米2人。